# Pterostylis aphylla
Pterostylis aphylla är en orkidéart som beskrevs av John Lindley. Pterostylis aphylla ingår i släktet Pterostylis och familjen orkidéer. Inga underarter finns listade i Catalogue of Life.